# À la recherche du bonheur (film, 2006)
Ne doit pas être confondu avec The Pursuit of Happiness (film, 1971).
Pour les articles homonymes, voir À la recherche du bonheur.
Pour plus de détails, voir Fiche technique et Distribution.
À la recherche du bonheur ou La Poursuite du bonheur au Québec (The Pursuit of Happyness) est une comédie dramatique de Gabriele Muccino sortie en 2006.

## Synopsis
Chris Gardner est un modeste représentant de commerce dont les revenus non réguliers sont précaires. Sa vie familiale s'en retrouve grandement affectée : Linda, sa compagne, peine à endurer leur train de vie. Découragée, elle quitte Chris et le laisse avec Christopher, leur enfant alors âgé de cinq ans. Tandis qu'il s'apprêtait pour la énième fois à promouvoir son invendable stock de machines médicales, Chris fait la rencontre d'un riche courtier en bourse et se découvre une ambition : devenir heureux, devenir courtier. Il fait alors tout pour gagner l'attention des employeurs et finit par décrocher un stage bénévole dans une société de courtage réputée, avec une grande opportunité à la clé. Mais criblé de dettes et sans argent, il est rattrapé par sa détresse financière et il va devoir s'acharner pour conserver sa dignité, encouragé par l'amour de son fils.

## Fiche technique
- Titre : À la recherche du bonheur
- Titre original : The Pursuit of Happiness
- Titre québécois : La poursuite du bonheur
- Réalisation : Gabriele Muccino
- Scénario : Steve Conrad
- Directeur de la photographie : Phedon Papamichael
- Musique : Andrea Guerra
- Montage : Hughes Winborne
- Directeur artistique : David F. Klassen
- Décorateurs : J. Michael Riva et Lauri Gaffin
- Costumes : Sharen Davis
- Format : couleur – 2.35:1 Cinémascope – 35 mm
- Producteurs : Todd Black, Jason Blumenthal, James Lassiter, Will Smith, Steve Tisch et Teddy Zee
- Producteurs exécutifs : Amy Baer, Mark Clayman, Louis D'Esposito (en) et David Alper
- Sociétés de production : Columbia Pictures, Relativity Media, Overbrook Entertainment, Escape Artists
- Sociétés de distribution :  Columbia Pictures,  Gaumont Columbia Tristar Films
- Pays :  États-Unis
- Durée : 117 minutes
- Sortie :
  -  États-Unis : 15 décembre 2006
  -  France : 31 janvier 2007

## Distribution
- Will Smith (VF : Greg Germain ; VQ : Pierre Auger) : Chris Gardner
- Thandiwe Newton (VF : Magali Berdy ; VQ : Nathalie Coupal) : Linda
- Jaden Smith (VF : Bilal Ena-Jean-Baptiste ; VQ : Alexandre Bacon) : Christopher
- Brian Howe (VF : Guillaume Lebon ; VQ : François L'Écuyer) : Jay Twistle
- Dan Castellaneta (VF : Bernard Demory) : Alan Frakesh
- James Karen (VF : Frédéric Cerdal ; VQ : Yves Massicotte) : Martin Frohm
- Kurt Fuller (VF : Bernard Alane) : Walter Ribbon
- Domenic Bove (VF : Vincent Grass) : Tim Ribbons
- Erin Cahill (VF : Günther Germain) : Dean
- Adam Baldwin : Chad Harmon
- David Fine : Rodney
- Adam Del Rio : Stephen Bonner
- Mark Christopher Lawrence (VF : Lucien Jean-Baptiste) : Wayne
- Scott Klace : Tim Brophy
- Cecil Williams (VF : Jean-Baptiste Tiemel) : le révérend Williams
- Takayo Fischer (VF : Young Chang) : Mme Chu
- Stu Kiltsner (VF : Sylvain Corthay) : Dr Strauk
- Amir Talai : Clerk
- Geoff Callan : le type à la Ferrari
- Doug Campbell : un employé
- Chandler Bolt : le punk
- Zuhair Haddad (VF : Mostéfa Stiti) : le chauffeur de taxi
- Branden Weslee Kong : un interne
- Kevin West (VQ : Carl Béchard) : le meilleur papa du monde
- Chris Gardner (II) : lui-même
- George Cheung : un ouvrier chinois
- Peter Fitzsimmons : un médecin
- Victor Raider-Wexler (VF : Jean-Bernard Guillard) : le propriétaire
- Rueben Grundy : un homme d'affaires
- George Maguire (VF : François Gamard) : le policier no 1
- Darryl Fong : le policier no 2

- Version française
  - Studio de doublage : Les Studios de Saint-Ouen
  - Direction artistique : Michel Derain
  - Adaptation des dialogues : Bob Yangasa

Sources et légendes : Version française (VF) sur Voxofilm Version québécoise (VQ) sur Doublage Québec

## Production

### Une histoire vraie

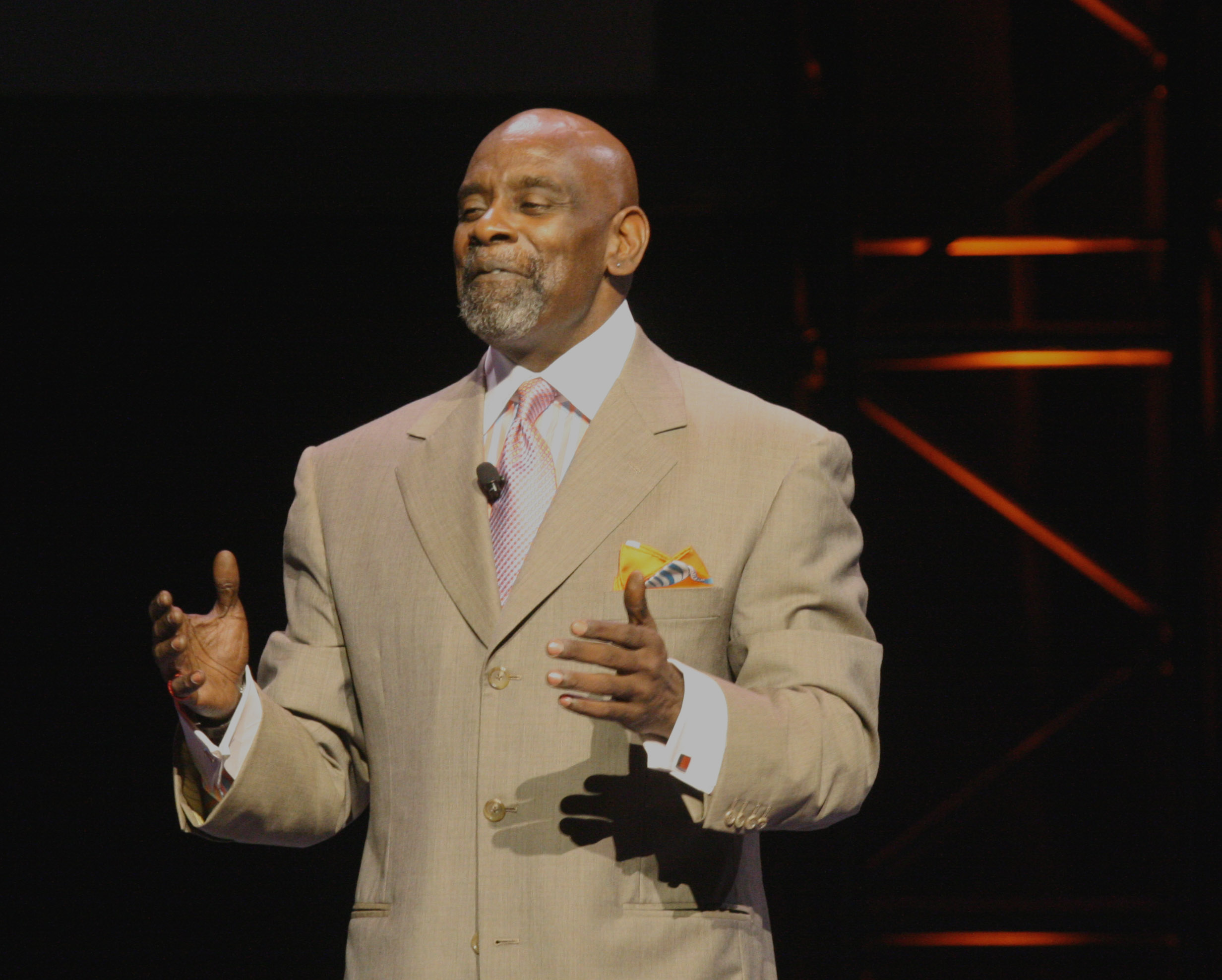
Chris Gardner

À la poursuite du bonheur est inspiré d'une histoire vraie, celle de Chris Gardner. Le titre original de l'adaptation cinématographique américaine est le même que celui du livre autobiographique publié en 2006 : The Pursuit Of Happiness. Chris Gardner est né dans le Wisconsin, en 1954. D'une famille aux revenus modérés, il se lance dans une carrière médicale qui se terminera dans la finance. Chris se retrouvera bientôt à la rue, seul avec son fils[réf. nécessaire]. Mais grâce à sa volonté, inspirée par la force de caractère de sa propre mère qui lui disait étant enfant "tu ne peux compter que sur toi-même, la cavalerie n'est pas en train de venir à ta rescousse", il réussira à gravir les échelons de la galère jusqu'à la fortune. En 1987, il fonda sa propre maison de courtage Gardner, Rich & Co. à Chicago avec un capital de 10 000 $, avec pour simple mobilier, une table qui faisait office de bureau dans la journée, sur laquelle il servait également les repas. Chris Gardner n'a pas oublié les années de vaches maigres, et dépense une partie de sa fortune pour venir en aide aux démunis tant à San Francisco qu'à Chicago ou en Afrique du Sud. Il a même préféré, plutôt que de répondre à l'invitation de la première du film le 15 décembre 2006, être l'orateur invité à la fête de Noël de JHT Holdings, Inc à Kenosha, dans le Wisconsin, l'État où il est né en 1954.

### En famille
À la poursuite du bonheur a été tourné avec la famille Smith. Will Smith tourne le film avec Jaden Smith son propre fils qu'il a eu avec la chanteuse américaine et actrice Jada Pinkett Smith.

### Caméo
Pendant quatre secondes, on peut apercevoir le vrai Chris Gardner traverser le champ de la caméra pendant la toute dernière scène du film lors du jeu de questions/réponses entre Chris et son fils. En effet, c'est l'homme que les deux héros croisent et sur lequel le personnage de Chris jette un coup d'œil avant de continuer à discuter avec Christopher.

## Nominations
Le film reçoit plusieurs nominations dans des récompenses cinématographiques, surtout pour l'interprétation. 
- 79e cérémonie des Oscars : Meilleur acteur pour Will Smith
- Black Reel Awards :
  - Meilleur film
  - Meilleur acteur pour Will Smith
  - Meilleur jeune acteur pour Jaden Smith
- Broadcast Film Critics Association Awards :
  - Meilleur acteur pour Will Smith
  - Meilleur jeune acteur pour Jaden Smith
- 64e cérémonie des Golden Globes :
  - Meilleure musique pour Andrea Guerra
  - Meilleur acteur du film dramatique pour Will Smith
- Image Awards
- Screen Actors Guild Awards : Meilleur acteur pour Will Smith